# 普埃洛湖
42°9′55″S 71°38′13″W / 42.16528°S 71.63694°W

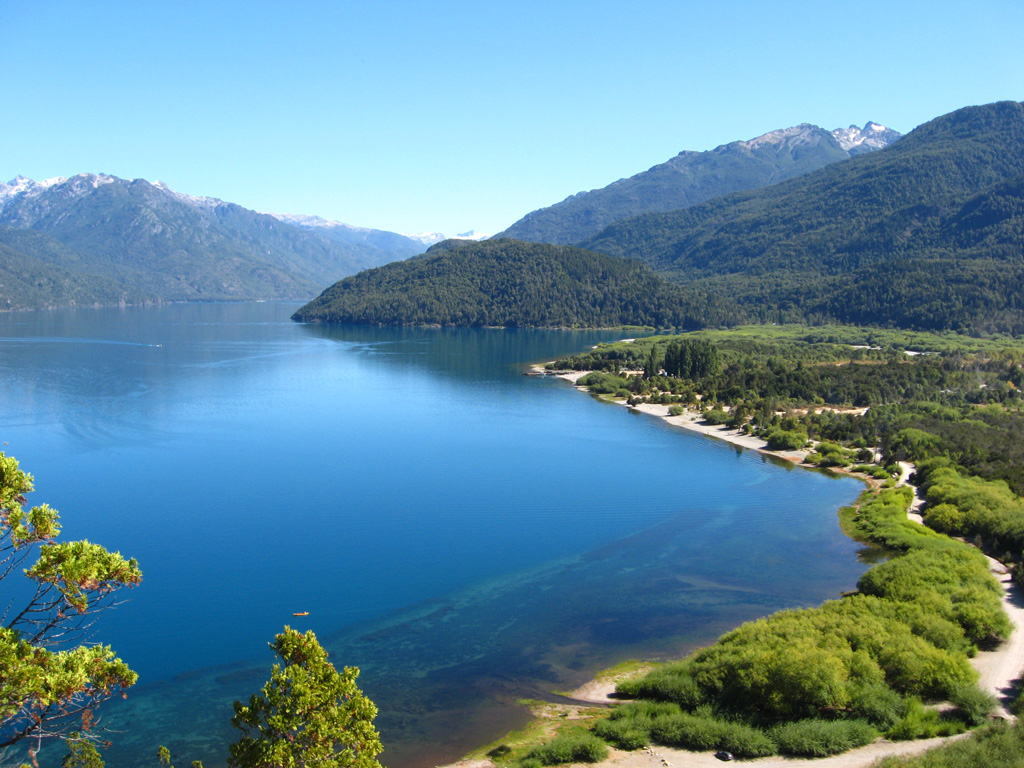
普埃洛湖

普埃洛湖（西班牙語：Lago Puelo）是阿根廷的湖泊，位於普埃洛湖國家公園，由丘布特省負責管轄，屬於普埃洛河流域的一部分，面積44平方公里，海拔高度150米，湖岸線長度57公里，最大水深180米。

## 圖集

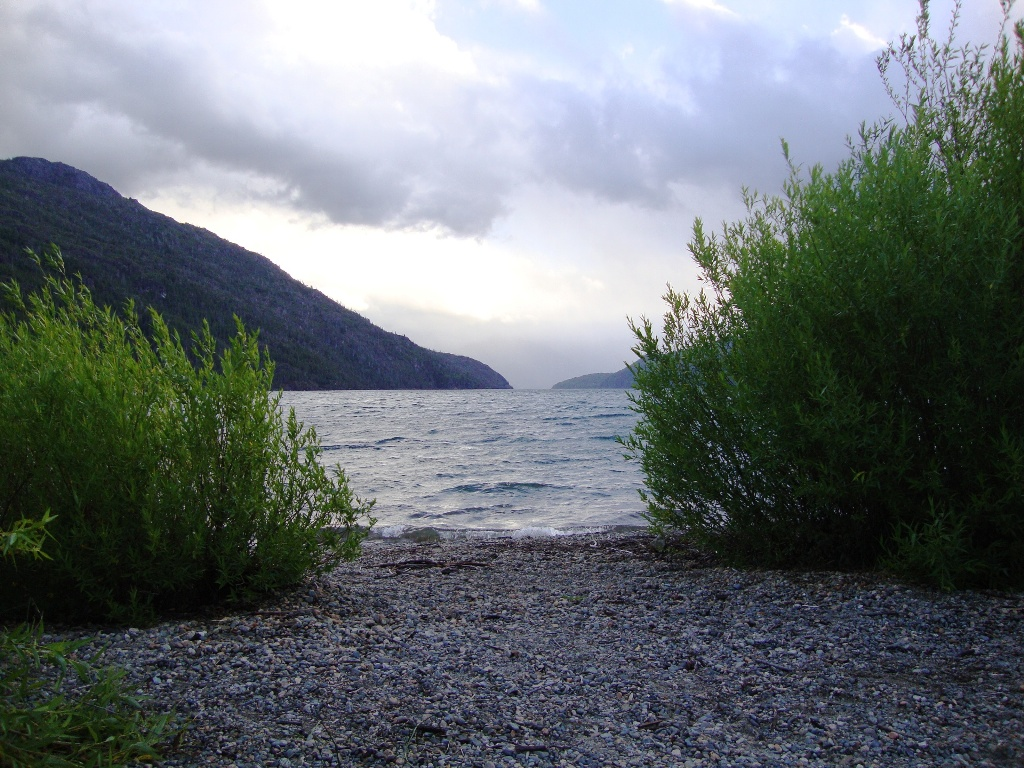
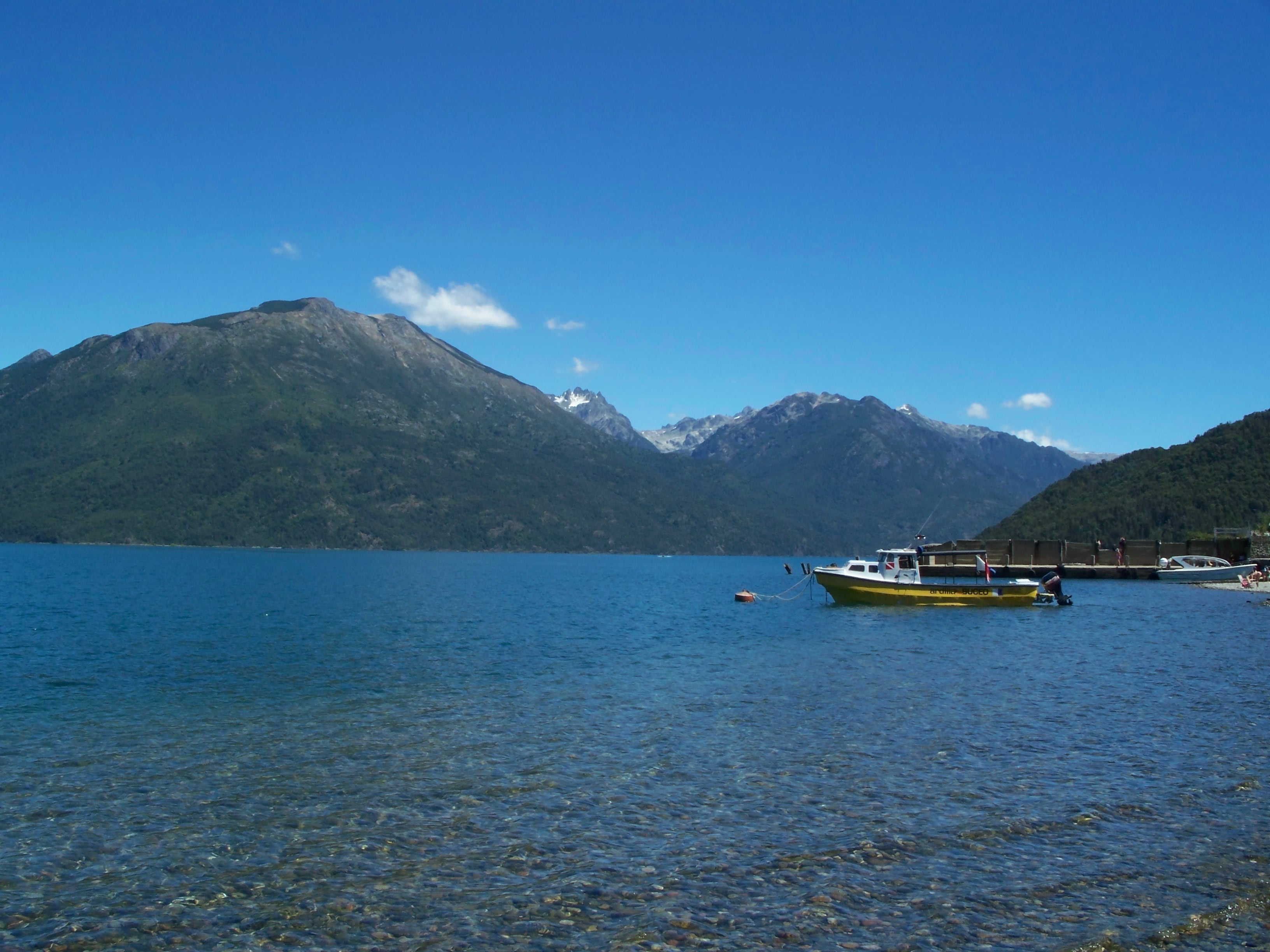
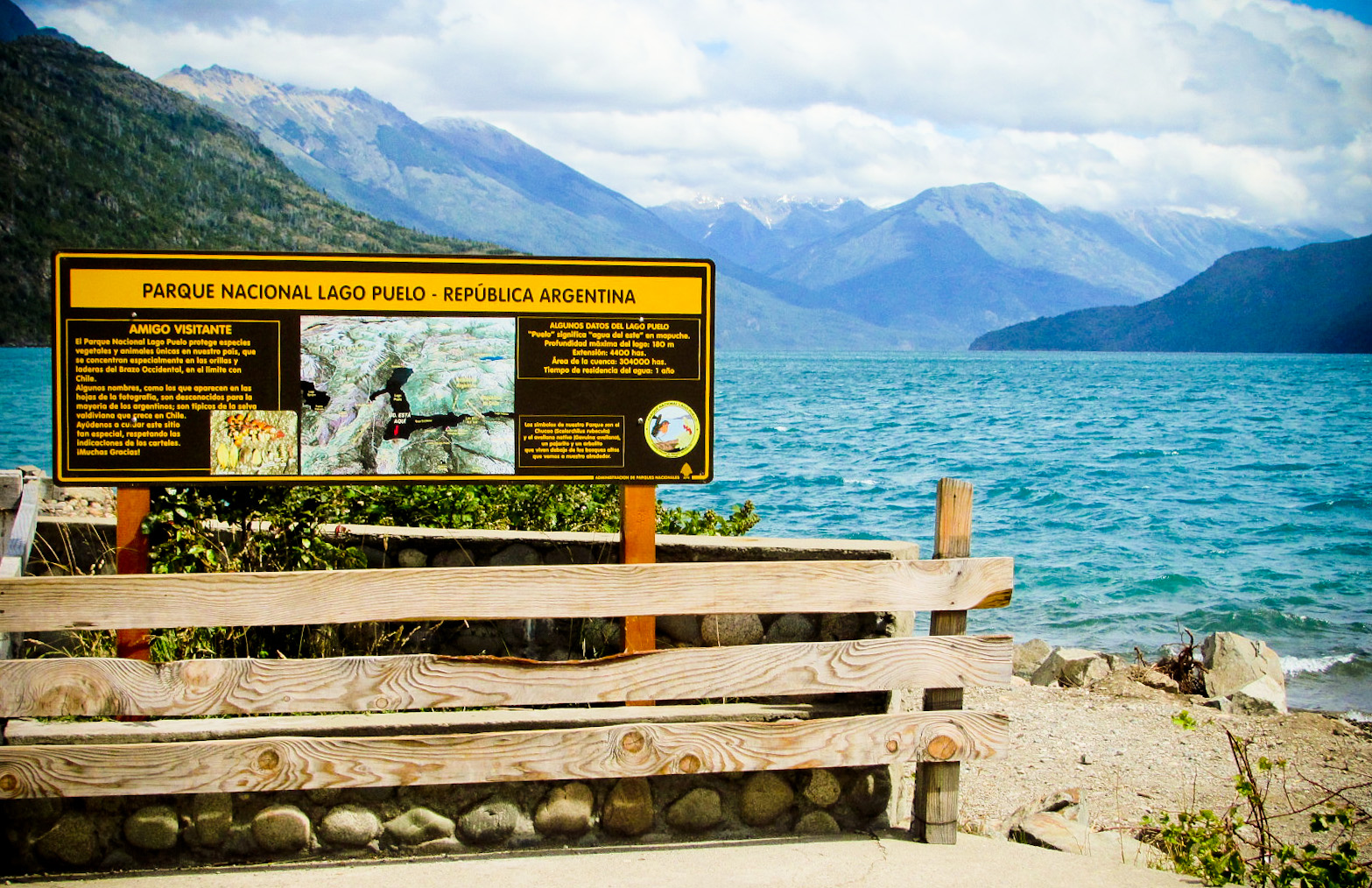
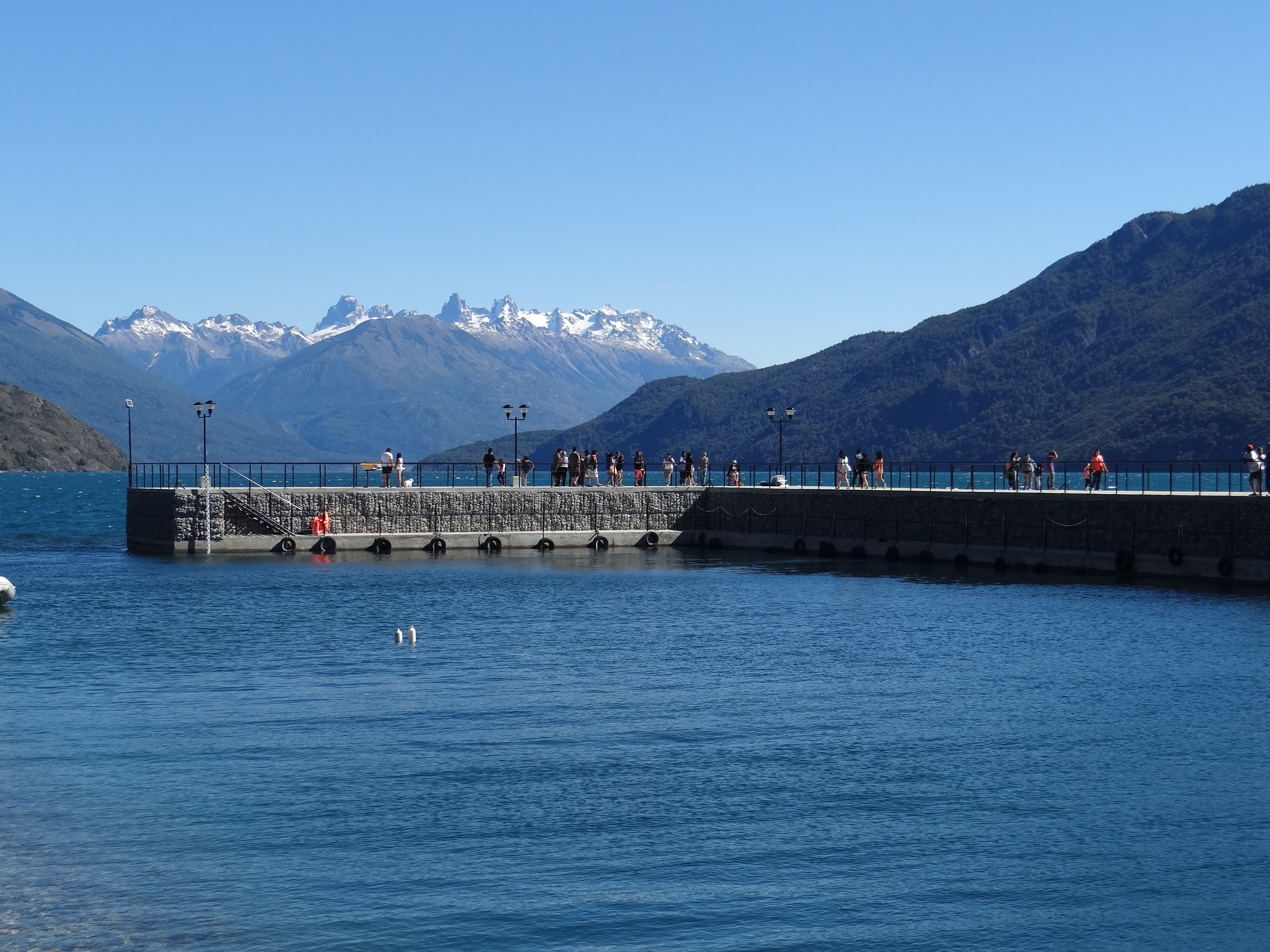
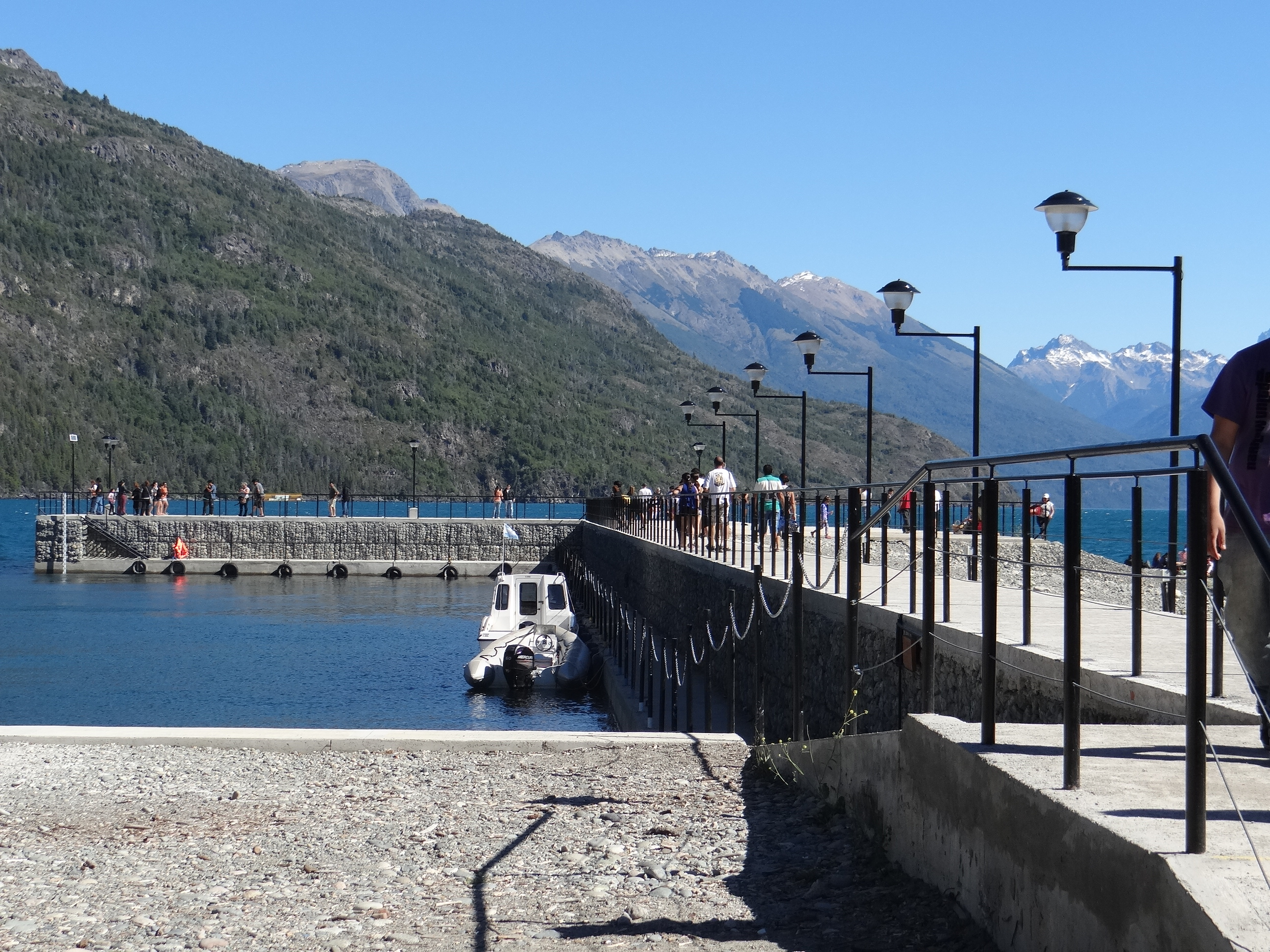

## 外部連結
- Tourism at Lago Puelo （页面存档备份，存于） （西班牙文）
- Information （页面存档备份，存于）